# 877 Walküre
877 Walküre
877 Walküre là một tiểu hành tinh ở vành đai chính. Nó được G. N. Neujmin phát hiện ngày 13.9.1915 ở Simeiz (Krym, Ukraina), và được đặt theo Valkyrie, các nữ nhân vật thần thoại Bắc Âu.